# Communion (album Years & Years)
Communion – debiutancki album brytyjskiego zespołu Years & Years, wydany 10 lipca 2015 roku nakładem wytwórni Polydor Records.

## Historia
W 2014 roku grupa podpisała kontrakt z wytwórnią Polydor Records. W styczniu 2015 roku Years & Years zdobył prestiżową BBC Sound of 2015 roku. Zespół był także nominowany w kategorii „Wybór krytyków” w BRIT Awards 2015.
Tytuł i data wydania albumu zostały ujawnione 18 marca 2015 roku, gdy płyta pojawiła się w przedsprzedaży w serwisie iTunes.

## Single
- „Real” został wydany jako pierwszy singel 17 lutego 2014 roku.
- „Take Shelter” został wydany jako drugi singel 18 sierpnia 2014 i dotarł do 140. miejsca UK Singles Chart.
- „Desire” ukazał się jako trzeci singel 23 listopada 2014 roku. Utwór uplasował się na 22. miejscu UK Singles Chart.
- „King” wydany jako czwarty singel promujący album 27 lutego 2015 roku. Utwór zadebiutował na 1. miejscu UK Singels Chart i osiągnął status platynowej płyty za łączną sprzedaż ponad 600 000 egzemplarzy.
- „Shine” został wydany jako piąty singel w dniu 5 lipca 2015 roku i zadebiutował na 2. miejscu UK Singles Chart.
- „Eyes Shut” – szósty singel z albumu wydany 28 września 2015 roku.
- „Desire” – w wersji z gościnnym udziałem wokalistki Tove Lo został wydany jako siódmy singel w dniu 4 marca 2016 roku.
- „Worship” – ośmy singiel znajdujący się na płycie. Został wydany 30 czerwca 2016 roku.

## Odbiór komercyjny
Album uplasował się na pierwszym miejscu najlepiej sprzedających się płyt w Wielkiej Brytanii oraz Irlandii. Wysokie pozycje w Top 10 notowań osiągnął również w Belgii, Polsce, Australii, Holandii, Szwajcarii, Szwecji, Danii oraz Kanadzie. W Stanach Zjednoczonych album zadebiutował na 47. pozycji zestawienia Billboard 200 z łączną sprzedażą w pierwszym tygodniu wynoszącą 8841 kopii.
W Wielkiej Brytanii Communion uzyskał status złotej płyty, za sprzedaż wynoszącą ponad 100 000 egzemplarzy. Na całym świecie album rozszedł się w ponad 650 000 egzemplarzy i stał się najszybciej sprzedającym debiutem na Wyspach Brytyjskich w 2015 roku.

## Lista utworów
| Nr  | Tytuł utworu   | Tekst                                                 | Produkcja                                          | Długość |
| --- | -------------- | ----------------------------------------------------- | -------------------------------------------------- | ------- |
| 1.  | „Foundation”   | Olly Alexander, Emre Türkmen, Michael Goldsworthy     | Mark Ralph, Years & Years                          | 2:58    |
| 2.  | „Real”         | Alexander, Türkmen, Goldsworthy                       | Years & Years, Andy Smith, Ralph                   | 4:10    |
| 3.  | „Shine”        | Alexander, Türkmen, Goldsworthy, Greg Kurstin         | Years & Years, Ralph                               | 4:14    |
| 4.  | „Take Shelter” | Alexander, Türkmen, Goldsworthy, Andy Smith, Tom Hull | Years & Years, Smith, Ralph                        | 4:07    |
| 5.  | „Worship”      | Alexander, Türkmen, Goldsworthy, Hull, TMS            | Ralph Years & Years                                | 3:40    |
| 6.  | „Eyes Shut”    | Alexander, Türkmen, Goldsworthy                       | Ralph, Years & Years, Two Inch Punch, Mike Spencer | 3:18    |
| 7.  | „Ties”         | Alexander, Türkmen, Goldsworthy, Mark Ralph           | Ralph, Years & Years                               | 3:46    |
| 8.  | „King”         | Alexander, Türkmen, Goldsworthy, Ralph, Smith         | Ralph, Years & Years, Smith                        | 3:25    |
| 9.  | „Desire”       | Alexander, Türkmen, Goldsworthy, Hull                 | Ralph, Two Inch Punch, Years & Years               | 3:25    |
| 10. | „Gold”         | Alexander, Türkmen, Goldsworthy, Ralph                | Ralph, Years & Years                               | 3:59    |
| 11. | „Without”      | Alexander, Türkmen, Goldsworthy, Ralph                | Ralph, Years & Years                               | 3:30    |
| 12. | „Border”       | Alexander, Türkmen, Goldsworthy                       | Ralph, Years & Years                               | 4:22    |
| 13. | „Memo”         | Alexander, Türkmen, Goldsworthy                       | Years & Years, Ralph                               | 3:22    |
|     |                |                                                       |                                                    | 48:16   |

| Edycja deluxe |
| --- |
| 14. „1977” – Alexander, Türkmen, Goldsworthy – Ralph, Years & Years – 3:00 15. „Ready for You” (Acoustic) – Alexander, Türkmen, Goldsworthy – Ralph, Years & Years – 3:17 16. „I Want to Love” – Alexander, Türkmen, Goldsworthy – Ralph, Years & Years – 2:21 17. „King” (Acoustic) – Alexander, Türkmen, Goldsworthy, Ralph, Smith – Ralph, Years & Years – 4:03 |

| Edycja super deluxe |
| --- |
| 18. „Breathe” – Andrea Martin, Ivan Matias, Richard Bembery, Melvin Bradford, Stefan Harris, Alvin Joiner, Marshall Mathers, Charles Aznavour – 3:53 19. „Desire” (BBC Live Lounge Version) – Alexander, Türkmen, Goldsworthy, Hull |

| Edycja super deluxe (winyl 7") |
| --- |
| 1. „Eyes Shut” (Live in London) – Alexander, Türkmen, Goldsworthy – Ralph Spencer 2. „Don’t Save Me” (BBC Live Lounge Version) – Este Haim Danielle Haim Alana Haim |

## Notowania i certyfikaty
| Lista (2015)                                | Najwyższa pozycja |
| ------------------------------------------- | ----------------- |
| Australia (ARIA Charts)                     | 5                 |
| Austria (Ö3 Austria Top 40)                 | 24                |
| Belgia (Ultratop 50 Flandria)               | 2                 |
| Belgia (Ultratop 50 Walonia)                | 13                |
| Czechy (Singles Digitál Top 100)            | 56                |
| Dania (Tracklisten)                         | 7                 |
| Kanada (Canadian Hot 100)                   | 8                 |
| Finlandia (Suomen virallinen lista)         | 25                |
| Francja (SNEP)                              | 39                |
| Hiszpania (PROMUSICAE)                      | 33                |
| Holandia (MegaCharts)                       | 5                 |
| Irlandia (IRMA)                             | 1                 |
| Korea Południowa (Gaon)                     | 66                |
| Niemcy (Media Control Charts)               | 16                |
| Norwegia (VG-Lista)                         | 11                |
| Nowa Zelandia (Recorded Music NZ)           | 11                |
| Polska (OLiS)                               | 4                 |
| Szwajcaria (Schweizer Hitparade)            | 5                 |
| Szwecja (Sverigetopplistan)                 | 6                 |
| Węgry (Mahasz)                              | 40                |
| Włochy (FIMI)                               | 50                |
| Wielka Brytania (UK Albums Chart)           | 1                 |
| Stany Zjednoczone (Billboard 200)           | 47                |
| Stany Zjednoczone (Dance/Electronic Albums) | 1                 |
| Stany Zjednoczone (Digital Albums)          | 9                 |

| Kraj                  | Certyfikat         | Sprzedaż |
| --------------------- | ------------------ | -------- |
| Austria (IFPI)        | Złota płyta        | 7 500+   |
| Dania (IFPI)          | Platynowa płyta    | 20 000+  |
| Meksyk (AMPROFON)     | Platynowa płyta    | 60 000+  |
| Szwecja (GLF)         | Złota płyta        | 20 000+  |
| Polska (ZPAV)         | 2x platynowa płyta | 40 000+  |
| Wielka Brytania (BPI) | Platynowa płyta    | 300 000+ |